# Kushinka
Kushinka (del ruso: Кушинка) es un jútor del raión de Apsheronsk del krai de Krasnodar, en Rusia. Está situado en las vertientes septentrionales del Cáucaso Occidental, a orillas del río Maramuki, afluente del río Psheja, que lo es del Bélaya, de la cuenca del Kubán, 28 km al sur de Apsheronsk y 108 km al sureste de Krasnodar, la capital del krai. Tenía 78 habitantes en 2010
Pertenece al municipio Chernígovskoye.